# Pterolophia inexpectata
Pterolophia inexpectata là một loài bọ cánh cứng trong họ Cerambycidae.